# Kroatische kuna
De kuna was de munteenheid van Kroatië. Eén kuna is onderverdeeld in honderd lipa. 
'Kuna' is Kroatisch voor "marter" en verwijst naar het gebruik van martervellen als middeleeuws betaalmiddel. De term is niet gerelateerd aan de term koruna, die wordt gehanteerd voor de Tsjechische koruna. 'Lipa' is Kroatisch voor "linde".
De waarde van de kuna was vrij stabiel ten opzichte van de euro. De inflatie beperkte zich sinds de invoering in 1994 tot maximaal 3% per jaar.
Er waren munten van 1, 2, 5, 10, 20 en 50 lipa en 1, 2 en 5 kuna. Door inflatie werden munten van 1 en 2 lipa steeds zeldzamer. De munten werden geslagen door Hrvatska kovnica novca.
Papiergeld was beschikbaar in coupures van 5, 10, 20, 50, 100, 200, 500 en 1000 kuna.
Als Kroatië herdenkingsmunten uitgaf, vertegenwoordigden die munten een waarde van 25 kuna.
De kuna was de opvolger van de Kroatische dinar die vanaf de onafhankelijkheid in 1991 als overgangsmunteenheid had gediend. In juli 2020 vroeg Kroatië het lidmaatschap aan van de eurozone. De onderhandelingen duurden tot 2022. Per 1 januari 2023 trad Kroatië toe tot de eurozone en heeft het de euro als munteenheid ingevoerd. Na een overgangsperiode van twee weken is de kuna sinds 15 januari 2023 geen wettig betaalmiddel meer.